# Julie Umerle
Julie Umerle, née au XXe siècle, est une peintre contemporaine britannique d'origine américaine. Elle vit et travaille à Londres.

## Biographie
Née aux États-Unis d'une mère anglaise et d'un père américain, Julie Umerle arrive à Londres pour y habiter avec sa famille à l'âge de cinq ans.
Umerle a étudié les beaux-arts à Falmouth University, une école spécialisée en art et design dans le sud-ouest de l'Angleterre. Elle en sort diplômée (Bachelor of Arts). Plus tard, elle a poursuivi ses études d'art à New York où elle a reçu un autre diplôme (Master of Arts) à la Parsons School of Design de New York en 1998. Umerle a ensuite vécu entre New York et Londres pendant cinq ans (1998-2003).

## Œuvre

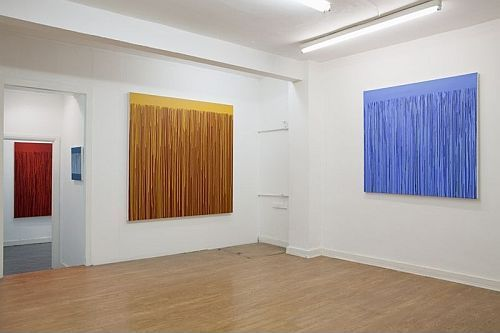
Julie Umerle, installation à Londres, 2010.

L'œuvre abstraite de Julie Umerle établit des conditions qui s'en remettent au hasard - de plus, son œuvre réagit à la force physique de la peinture elle-même. Ses peintures rendent le spectateur conscient du tracé de la brosse, de la pression de la main de l'artiste et de la mesure dans laquelle une marque peut différer dans différentes circonstances. Son travail met en place les conditions de possibilité et répond à la physique de la peinture.
Une grande partie de son œuvre « évoque une sensation de suspension, comme si ce qu'on voit est un instant suspendu, ou bien gelé à l'intérieur d'un procès progressif. Cette sensation de simplicité, achevée par moyen d'un procédé énorme de condensation, abouti à un niveau de clarté et d'accord qui filtre à travers l'œuvre entière. ».
Umerle a été bénéficiaire de plusieurs prix du Arts Council England (2005, 2007, 2008, 2015, 2021)[réf. nécessaire], et d'un prix de la Fondation Adolph et Esther Gottlieb (2001). Elle a exposé son œuvre à l'étranger, de même qu'en Angleterre avec des expositions au Royal Academy of Arts et au Barbican Centre à Londres.
Son travail a fait l'objet de plusieurs expositions personnelles et de groupe dans des musées, des galeries et des foires. Elle a réalisé des expositions personnelles à Londres comprenant: Ten Paintings (2008), Cosmos or Chaos (2010) et Rewind (2016).
Les œuvres d'Umerle sont conservées dans des collections publiques en Angleterre et aux États-Unis, comme au Madison Museum of Fine Art (en) (États-Unis) ou à la Swindon Art Gallery (en) (Royaume-Uni). On retrouve également certaines de ces œuvres dans la collection de la banque allemande Deutsche Bank et dans la collection de la banque française Société générale.

## Publications
- Art, Life and Everything: A memoir, 2019  (ISBN 978-1-5272-4216-6).